# Neoscona rapta
Neoscona rapta är en spindelart som först beskrevs av Tord Tamerlan Teodor Thorell 1899.  Neoscona rapta ingår i släktet Neoscona och familjen hjulspindlar. Inga underarter finns listade i Catalogue of Life.